# Patricios

Recreación de un patricio romano con toga senatorial blanca y púrpura que exhibe la hebilla de oro donde se grababan cargos y emblemas. Según la tradición, solían llevar una «C» de cien, emblema del primer Senado.

Los patricios  fueron una clase social de la Antigua Roma compuesta por los descendientes de las treinta curias primitivas. El término procede del latín pater (padre) en referencia a los fundadores, es decir, a los primeros padres de Roma. Es el senador por excelencia y forma parte de la nobleza primigenia de la ciudad, llamada nobleza de sangre e ilustrii o nobiles patritii, y por sustrato cultural la de toda Europa. En torno al emperador y a los senadores patricios se desarrollará toda la sociedad, cultura y civilización romana que culminará en el Imperio romano. Las ramas patricias de los Valerios, Fabios, Cornelios, Claudios, Emilios y Manlios formaban una aristocracia dentro del patriciado conocida como gentes mayores.

## Historia de la sociedad romana

### Orígenes
Según Tito Livio, los cien primeros hombres nombrados senadores por Rómulo fueron denominados "padres" (latín patres), y los descendientes de aquellos hombres se convirtieron en la clase patricia. Cicerón también describe este relato. El nombramiento de estos cien hombres en el Senado les confería un estatus nobiliario, que era lo que separaba a los patricios de los plebeyos. Algunos relatos detallan que los cien hombres fueron elegidos por su sabiduría,lo que coincidiría con la idea de que la antigua Roma se fundó sobre un ideal basado en el mérito. Según otras opiniones, los patricios (patricii) eran aquellos que podían señalar a los padres, es decir, aquellos que eran miembros de los clanes (gentes) cuyos miembros componían originalmente todo el cuerpo ciudadano.En estos primeros tiempos, la economía patricia se sustentaba principalmente en la ganadería y en una agricultura simple;  fundamentada en una propiedad gentilicia, es decir, de disfrute común para los miembros de la Gens (Ager Gentilicius), los cuales tenían el derecho de posesión (Ius possesionis), pero no la propiedad privada. dicha propiedad no excluía la existencia de propiedad privada para cada patricio, pero ésta se limitaba a una pequeña parcela cerca de la casa que funcionaba como huerto. Esta característica era la diferencia principal entre el patriciado y los primeros plebeyos que llegaron a Roma en época monárquica y a principios de la era republicana, porque mientras la propiedad patricia era fundamentalmente gentilicia, la propiedad plebeya era privada ya desde sus comienzos, además de poseer el derecho a comerciar (Ius comercii), que los patricios tenían vetado. A principios del periodo republicano, conforme Roma comienza a expandirse, la propiedad gentilicia va a ir desapareciendo y será sustituida por la propiedad privada, al mismo tiempo que el carácter principalmente ganadero de la economía patricia pasará a un segundo plano frente a las explotaciones agrícolas.
Otras familias nobles que llegaron a Roma en tiempos de los reyes también fueron admitidas en el patriciado, entre ellas varias que emigraron de Alba Longa, después de que esta ciudad fuera destruida por Tulio Hostilio. El último caso conocido de admisión de una gens en el patriciado antes del siglo I a. C. fue la incorporación de los Claudios al patriciado tras su llegada a Roma en el año 504 a. C., cinco años después de la instauración de la República.

### República Romana e Imperio
La historia de los patricios es la del Senado romano y la de la propia Roma. Constituían una nobleza fundamental y, tras los escándalos de la República romana, una clase aristocrática, reducida y selecta, distinguida de entre el grueso del Senado por los emperadores para formar su cámara o consejo privado. Con el vocablo genérico «patricio» se distinguía a los considerados superiores al resto de senadores, plebeyos incorporados en la República. 
A medida que el peso social y político de Roma aumentaba en el Lacio, la población de la ciudad no dejaba de crecer, fruto de la inmigración que el nuevo polo de poder regional iba atrayendo. A este aluvión de nuevos ciudadanos se les denominó plebeyos, en contraposición a los descendientes de los antiguos moradores de la ciudad: los patricios. Sin embargo, el hecho de que algunos elementos de la plebe tuvieran propiedades y se dedicaran al comercio, pero que siguieran sin poseer los mismos derechos que los patricios, provocó el denominado conflicto patricio-plebeyo. Pues aunque muchas de las reivindicaciones del bando plebeyo fueran en nombre de los elementos más desfavorecidos (como la eliminación de la esclavitud por deudas) la mayoría de derechos logrados por la plebe solo podían ser disfrutados por los ricos comerciantes y terratenientes plebeyos.
Durante la República, en el contexto de las luchas patricio-plebeyas, se introducirán grandes cambios, como la ampliación de la ciudadanía, la limitación del poder de los cónsules, la introducción del tribunado de la plebe, la inclusión de los plebeyos en el Senado, la elección de magistraturas curules por los comicios por tribus, etc. Roma sufre una lenta pero constante transformación, que culminará con las Leges Liciniae-Sextiae y finalmente con la Ley Hortensia. Patricios y plebeyos quedarán igualados tanto política como socialmente, por lo que el poder dejarán de ostentarlo por exclusividad los patricios. Así, en algún momento entre los años 560 y 530 a. C. la población de plebeyos supera a la de patricios, pasando a integrar la mayor parte de los rangos y clases del Ejército romano, que hasta entonces había estado reservado a los patricios.
La doctrina coincide en que las luchas entre patricios y plebeyos comenzaron tras la rigurosa aplicación de las leyes contra los deudores, que permitían al acreedor privar de libertad al deudor insolvente y hasta venderle como esclavo. Las frecuentes guerras contra Lucio Tarquinio Prisco y sus aliados habían obligado a los plebeyos a contraer deudas con los patricios, y en los frecuentes casos de insolvencia los patricios no dudaban en hacer uso del derecho que la ley les otorgaba.
En el año 494 a. C. estalló la primera crisis: la secesión plebeya al monte Sacro. En ese año, siendo indispensable una leva por las necesidades de una guerra difícil contra ecuos y volscos, los hombres llamados a las armas se negaron a salir en campaña. Fue forzoso entonces para el cónsul Publio Servilio Prisco Estructo suspender temporalmente la ley en materia de procedimientos, poner en libertad a algunos encarcelados e impedir los arrestos por deudas, condiciones impuestas por los plebeyos para reincorporarse a las armas. Cumplidas estas condiciones, volvieron a las legiones y participaron en la campaña, pero el siguiente cónsul, Apio Claudio Sabino, revirtió la situación, volviéndola al estado primitivo anterior a la campaña en la que los patricios tenían prioridad sobre los plebeyos.
Esto generó tal estado de revuelta entre la población plebeya que fue necesario el nombramiento de un dictador, cargo que recayó en la figura de otro patricio, Manio Valerio. Sin embargo, ya era demasiado tarde. El ejército, en su mayor parte plebeyo, abandonó a sus jefes y estandartes, marchó ordenadamente y se retiró a Crustumerium, entre el Tíber y el Anio. Se instaló en una colina e hizo promesa de fundar una ciudad plebeya en una de las regiones más fértiles del territorio romano.
Fue cuando el Senado de Roma, no pudiendo prescindir del ejército, negoció el regreso. Se acordaron muchas concesiones para los plebeyos, siendo la más destacable la creación del tribunado de la plebe. Fue creado para defender los intereses del pueblo. La mayoría de las familias plebeyas ricas se habían adherido al movimiento, por lo que al hablar de las luchas entre el patriciado y la plebe no debe pensarse exclusivamente en luchas entre ricos y pobres. Sin embargo, llegó el momento en el que la nobleza plebeya se separó del resto de los plebeyos en pretensiones, dejando de luchar por la misma causa. Si los primeros querían integrarse en el orden constitucional con igualdad de privilegios, los segundos tenían reclamaciones más concretas y sencillas, fundamentalmente económicas, como acceder al reparto del ager publicus.
El consulado fue exclusivo de los patricios hasta las Leges Liciniae-Sextiae. Del 367 al 342 a. C., la cuestión fue debatida, con alternativas. Del 342 al 172 a. C., hubo un cónsul patricio y uno plebeyo; y desde el 172 a. C. ostentaron el cargo, o bien un patricio y un plebeyo o bien dos plebeyos, pero nunca dos patricios. Llegados a este punto, social y económicamente no había diferencias entre los patricios y los elementos superiores del patriciado, puesto que todos eran terratenientes esclavistas con grandes propiedades repartidas por toda la península itálica y también en las provincias. A esta unión entre aristócratas patricios y plebeyos, que formaban la clase dominante de la sociedad romana tardo republicana, se la denomina Nobilitas.
Pese a todo, ser patricio era el estatus más alto y ambicionado de la sociedad romana. Determinados puestos, sobre todo religiosos, estaban reservados únicamente a ellos. En una sociedad tan orgullosa y elitista como la romana ser patricio, ser romano de pura cepa, era el máximo orgullo.
Los patricios fueron languideciendo poco a poco. Al conformar la élite de la sociedad romana, cada vez que tenía lugar una guerra civil o una convulsión por el cambio de un emperador, sus filas eran diezmadas durante o después del conflicto por el bando vencedor, en el cual, indudablemente, también había patricios.
Las gentes (clanes) más antiguos fueron desapareciendo poco a poco. Aquellas más antiguas, y que habían participado en la fundación de Roma, se desvanecieron lentamente a medida que Roma comenzaba a ser un Imperio y nuevas familias plebeyas, como los Decios o los Sempronios, iban adquiriendo posiciones de preeminencia, ocupando los espacios que las viejas familias patricias ya no eran capaces de cubrir por falta de descendientes.
Familias como los Horacios, los Lucrecios, los Verginios y los Menenios desaparecieron por completo de los registros poco después del siglo II a. C., lo que no quiere decir que esas familias se hubiesen extinguido. Otros, como los Julios, desaparecen por largo tiempo para reaparecer a finales de la República y principios del Principado.
Hay casos en los que un mismo nombre era compartido por una familia plebeya y una patricia, aún tratándose de dos ramas totalmente distintas y que no estaban emparentadas entre sí. Así, por ejemplo, los Claudios Crasos y Claudios Sabinos eran patricios y los Claudios Marcelos eran de origen plebeyo.
A finales de la República y principios del Principado de Augusto tan solo las siguientes familias patricias continuaban dando cónsules con regularidad: Julios, Domicios, Pinarios, Postumios, Claudios, Valerios, Junios, Sergios, Servilios y Cornelios.
En la época del emperador Constantino I el Grande, en el Bajo Imperio romano, tan solo se tiene constancia de la pervivencia de los Valerios.
Con el paso del tiempo, el término patricio dejó de tener el significado que se le había dado hasta entonces, para significar ‘aristócrata’ o ‘poderoso’, pero sin distinción de sangre, hasta el punto de que, con el fin del Imperio Romano de Occidente, a Odoacro, rey de los hérulos y de Roma, se le dio el título de patricio, por el emperador del Imperio Romano de Oriente Zenón

## Derechos de los patricios
Los patricios tuvieron por mucho tiempo el goce exclusivo de los derechos de la ciudad de Roma, convirtiéndose en una casta privilegiada. Gozaron de derechos políticos como:
- ius sufragii, que los facultaba a votar en los comicios;
- ius honorum, que les permitía ocupar las magistraturas;
- ius militae, que les posibilitaba ser jefes de las legiones romanas;
- ius ocuppandi agrum publicum, que los autorizaba a tomar posesión de las tierras conquistadas.

En cuanto a la esfera religiosa:
- ius sacerdotii, por el cual podían integrarse a los colegios sacerdotales;
- ius sacrorum, que les permitía ejercer el culto de la ciudad;
- ius auspiciorum, el derecho de consultar a los auspicios.

En orden a los derechos privados gozaron de:
- ius connubii, la aptitud legal para contraer matrimonio legítimo (ius nuptiae);
- ius commerci, el derecho de realizar toda clase de negocio jurídico, solo aquellos que no fueran a desempeñar funciones senatoriales;
- ius actionis, la facultad de hacer valer en la justicia sus derechos por medio de una acción (actio);
- derecho del uso de tres nombres (tria nomina): uno individual (praenomen), otro gentilicio (nomen) y un tercero familiar (cognomen).[16]

## En la actualidad
"Patricio" y "plebeyo" se siguen utilizando hoy en día para referirse a grupos de personas de clases altas y bajas.